# タルトゥ信用金庫の虐殺
タルトゥ信用金庫の虐殺（タルトゥしんようきんこのぎゃくさつ、露: Массовое убийство в Тартуской кредитной кассе、英: Tartu Credit Center Massacre）は、1919年1月にエストニア労働コムーナ占領地域のタルトゥで発生した虐殺事件である。ボリシェヴィキによる赤色テロの一つである。

## 概要

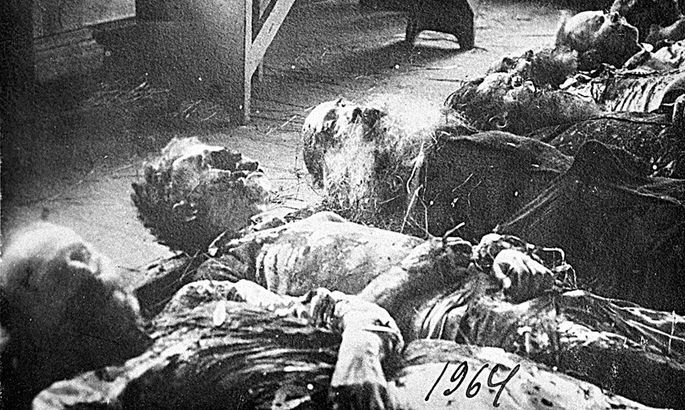
1919年1月14日、 タルトゥの戦いで撤退するボルシェビキによって実行されたタルトゥ信用金庫の虐殺の犠牲者。

1917年のロシア革命以降のロシア内戦が始まり、ウラジミール・レーニンらボリシェヴィキは白軍に対抗して赤色テロを宣言して、数々の大量虐殺を行なっていった。
タルトゥではタルトゥ信用金庫の虐殺が起きた。エストニア反革命対策委員会タルトゥ支部は1919年1月1日に活動を開始した。ペテログラードチェーカー職員だったアレクサンドル・クルが議長に任命された。
1918年12月22日に赤軍がタルトゥを占領した時に逮捕と拘留が行われていたが、委員会は1月2日に大量逮捕で活動を開始した。1月4日にエリスヴェレ教区でパルチザンのユリウス・クペルヤノフ部隊によってエストニア赤軍兵士ヨハネス・パーンが殺害された後、委員会の活動は拡大した。1919年1月9日、タルトゥのエマヨギ川の氷上で地主ら13人が処刑された。1月12日にはエリスヴェレ教区で8人の農民が殺害された
1919年1月1日から14日までにタルトゥ周辺で合計512人が逮捕され、ギルディ通りにある委員会本部と、コンパニ通りにある旧信用銀行の二箇所に拘留された。彼らは反革命分子として尋問され、強制労働を課された。
エストニア人民軍第2師団によるタルトゥ解放の直前、タルトゥ反革命委員会委員長クルは、監禁されていた19人の処刑を命じた。正教会のプラトン・クルブッシュ主教、ニコライ・ベジャニツキーら3人、ルター派の牧師でタルトゥ大学神学教授トラウゴット・ハーン、モーリッツ・ヴィルヘルム・パウル・シュワルツ、地所所有者3人、地所管理人、レストラン経営者、市議会議員2人、バルト・ドイツ人指導者アルノルド・ヨハン・ハインリヒ・フォン・ティーデベール、弁護士、陶芸家、肉屋、学生、女性60-80人、ロシア姓の赤軍兵士1人が含まれていた。
ボルシェビキによる24日間のタルトゥ占領で、300人が殺害された。
ボルシェビキは、処刑の理由は、1月14日の朝、反革命対策委員長アレクサンドル・クルの毒入りのコーヒーが出され、暗殺が試みられたためと発表した。エストニアの歴史学者ターヴィ・ミンニクは、クペルヤノフ・パルチザン大隊に対する復讐であったと指摘している。

## 報道
虐殺の報道はパリ講和会議に参加していたエストニア代表団の報道担当官エドゥアルド・ラーマンによって、ニューヨーク・ヘラルド紙が報道した。
ボルシェビキによるタルトゥとラクヴェレでの虐殺については、エストニア社会民主党員・エストニア情報局長・作家のエドゥアルド・ヴィルデが、フランスの雑誌イリュストラシオンで報道し、西側に知られた。